# Electrophaes aspretifera
Electrophaes aspretifera är en fjärilsart som beskrevs av Louis Beethoven Prout 1938. Electrophaes aspretifera ingår i släktet Electrophaes och familjen mätare. Inga underarter finns listade i Catalogue of Life.